# Karl Gimmi
Pour les articles homonymes, voir Gimmi.
Karl Gimmi, né le 13 octobre 1870 à Heilbronn et mort en 1955 ou en 1960, est un sculpteur allemand.

## Biographie
Karl Gimmi est né le 13 octobre 1870 à Heilbronn. Il a étudié à Stuttgart, Berlin, Londres et New York. Son travail comprenait deux bas-reliefs pour l'église de St Mark à Stuttgart, quatre bas-reliefs pour le crématorium de la ville et des statuettes de paysans.